# Карабаба
Фортеця Карабаба (грец. Κάστρο Καράμπαμπα) — фортеця, побудована османами в XVII столітті, розташована в м. Халкіда, Греція.

## Історія
На пагорбі, де наразі розташовується фортеця за думками дослідників розташовувалося древнє місто Канітос, де були театр, гімназіум і стадіон. Від міста збереглися сліди будівель та гробниць. Пагорб, на якому розташована фортеця ймовіно була укріплений в римський період до 146 р. до н. е., проте протягом візантійського, венеційського періодів значних укріплень на пагорбі не було.
Фортецю побудували османи в 1684 році для захисту Халкіди від венеційців. Назва пагорба під час будівництва замку була Фурка (грец. Φούρκα), або шибениця: там страчували засуджених до смерті. Вона була сконструйована венеційським архітектором Геролімо Галопо, і його архітектура більш європейська, ніж османська.
Фортеця була безуспішно обложена в 1688 році венеційцями за Франческо Морозіні, а також витримала спроби захоплення під час Грецької революції і належала османам до їх відходу з території Греції (після 1833 року).
Розташування фортеці на беотичному узбережжі дозволяло контролювати протоки та місто Халкіда.
Під час Другої світової війни італійські війська використовували фортецю як спостережний пункт, оснастивши її кулеметами та зенітними гарматами.

## Архітектура
Фортеця має максимальну довжину 240 метрів і максимальну ширину 54 метри, в плані подовжена з орієнтацією на південний захід, посилена валом вздовж північного муру, трьома бастіонами, один з яких шестикутний розташований в її східній стороні та однією великою семигранною вежею в західній частині фортеці, товщина стін якої сягає 3,5 метра, а в її підземеллі розташовувався резервуар для води. На південно-східній найнижчій стороні фортеці були ворота, коло яких розташовувалися будівлі військового призначення. Південна сторона має менші укріплення, адже природній рельєф легше дозволяв захищати цю її частину. Середня висота муру, який побудовано вертикально, сягає 6 метрів, він оснащений оборонними зубцями і амбразурами.
У фортеці збереглася дзвіниця, де був розташований тривожний дзвін та церква Пророка Іллі, датована 1895 роком.
Фортеця відновлювалась у 1985—2000 роках. Всередині фортеці є виставковий простір, де експонуються скульптури з району Халкіди, герби, рельєфні зображення тощо, а на мурах збереглися дві гармати, виготовлені в Російській імперії, датовані XIX ст.
Фортеця відкрита для відвідування щодня, крім понеділка, від 08:00 до 15:00.

## Фотогалерея

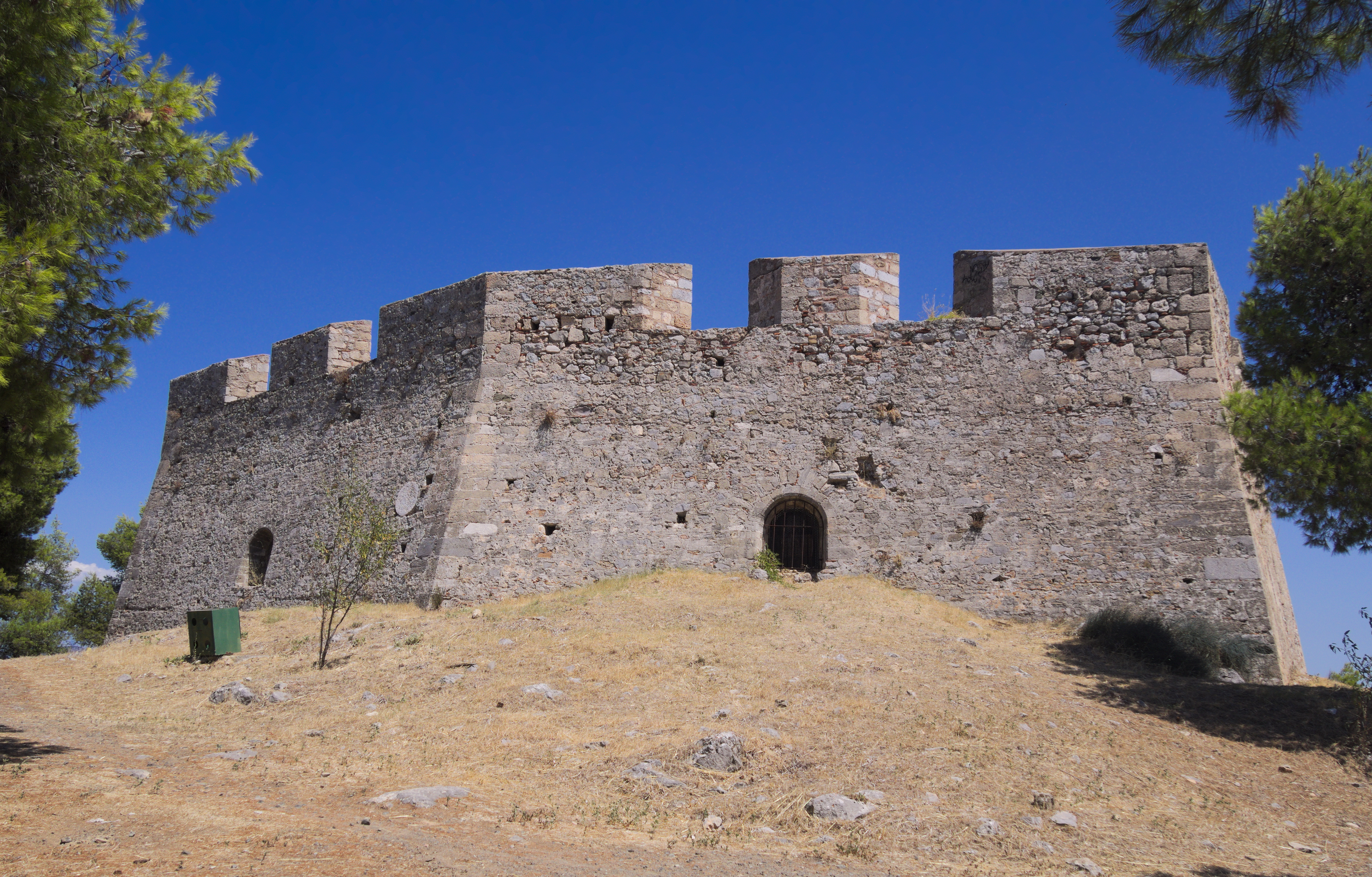
Західна вежа
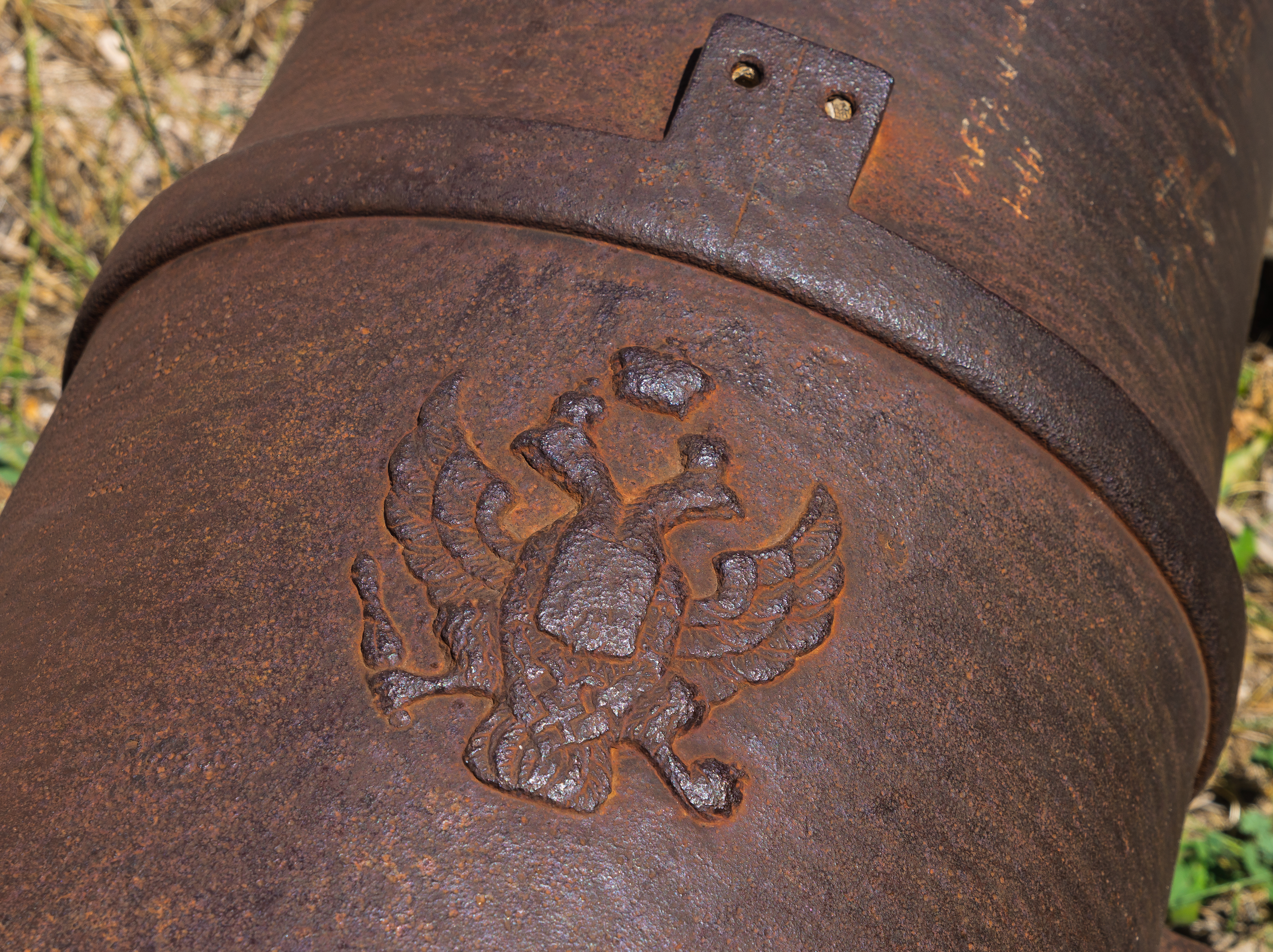
Чеканка на одній з фортечних гармат
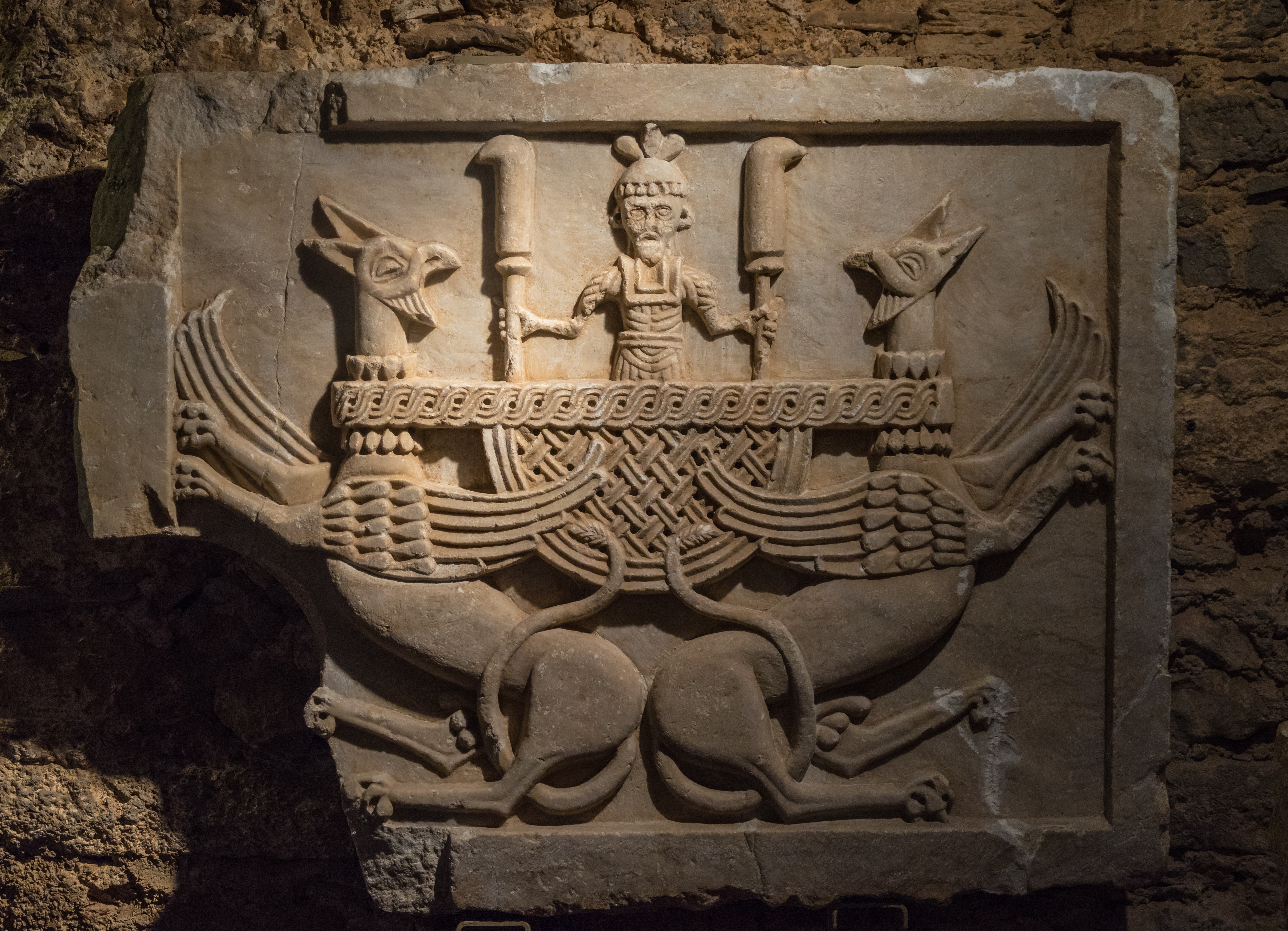
Один з експонатів музею в фортеці
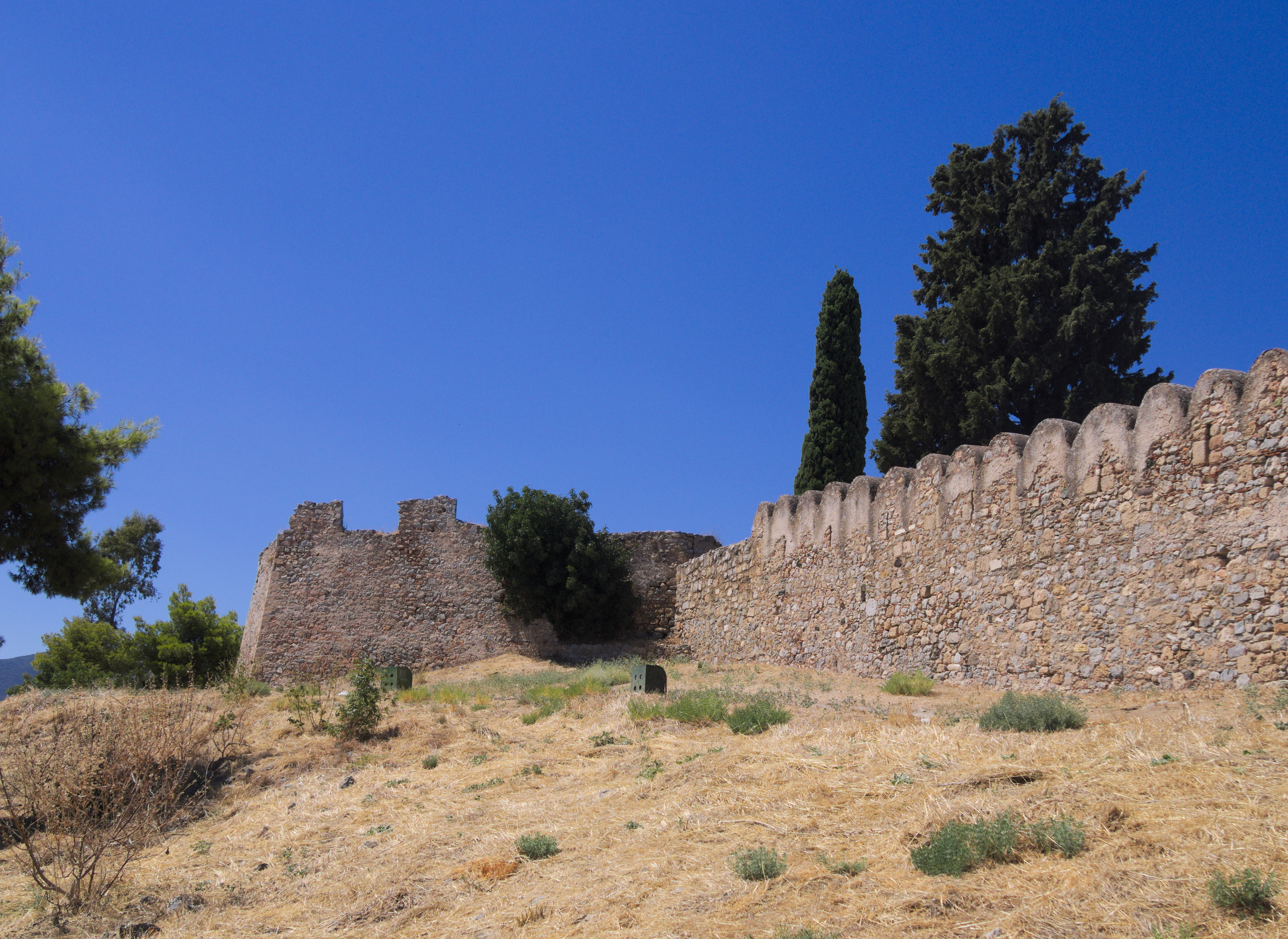
Частина південної стіни і бастіону фортеці